# Comacris lamottei
Comacris lamottei är en insektsart som beskrevs av Lucien Chopard 1947. Comacris lamottei ingår i släktet Comacris och familjen gräshoppor. Inga underarter finns listade i Catalogue of Life.